# Richard Iwai
Richard Iwai, né le 15 mars 1979 au Vanuatu, est un ancien footballeur international vanuatais qui a joué la majeure partie de sa carrière pour Tafea en tant qu'attaquant. Il est actuellement entraîneur adjoint d'Ifira Black Bird et entraîneur-chef de l'équipe du Vanuatu des moins de 23 ans.

## Carrière

### Carrière en club
Iwai a commencé sa carrière au Vanuatu au Tafea FC. Il a aussi joué aux Fidji pour Suva et en Australie pour Mitchelton. En 2008, il revient à Tafea.

### Carrière internationale
En 2000, Iwai est sélectionné dans l'équipe du Vanuatu. Il est le meilleur buteur de cette équipe, avec 20 buts et aussi le plus sélectionné avec 34 sélections.